# 南新埃斯佩兰萨
南新埃斯佩兰萨是巴西南大河州的一个市镇。总面积191.394平方公里，总人口4775人，人口密度24.9人/平方公里。